# Celebrity (film, 1998)
Pour les articles homonymes, voir Celebrity.
Pour plus de détails, voir Fiche technique et Distribution.
Celebrity est un film américain réalisé par Woody Allen, sorti en 1998.

## Synopsis
Lee, un écrivain raté et Robin, une enseignante névrosée, divorcent après 16 ans de vie commune. Si Robin refait rapidement sa vie avec un autre homme, Lee va tenter de trouver un sens à sa vie.

## Fiche technique
- Titre : Celebrity
- Titre original : Celebrity
- Réalisation : Woody Allen
- Scénario : Woody Allen
- Photographie : Sven Nykvist
- Musique : Frank Loesser (On a Slow Boat to China), George David Weiss (en) (Lullaby of Birdland)
- Décors : Santo Loquasto (en)
- Costumes :
- Montage : Susan E. Morse
- Pays de production :  États-Unis
- Format : Noir et blanc - 1,66:1
- Genre : Comédie
- Durée : 113 minutes
- Dates de sortie :
  - États-Unis : 20 novembre 1998
  - France : 27 janvier 1999
  - Belgique : 26 mai 1999[1]
- Classification :
  -  France : tous publics[2]
  -  Royaume-Uni : interdit aux moins de 15 ans[3]

## Distribution
- Kenneth Branagh (VF : Jean-Phillipe Puymartin) : Lee Simon
- Judy Davis (VF : Élisabeth Wiener) : Robin Simon
- Joe Mantegna (VF : Michel Creton) : Tony Gardella
- Winona Ryder (VF : Valérie Karsenti) : Nola
- Leonardo DiCaprio (VF : Damien Witecka) : Brandon Darrow
- Melanie Griffith (VF : Béatrice Agenin) : Nicole Oliver
- Famke Janssen : Bonnie
- Michael Lerner : Dr Lupus, esthéticien
- Hank Azaria (VF : Jérôme Keen) : David
- Bebe Neuwirth (VF : Frédérique Tirmont) : Nina
- Charlize Theron (VF : Juliette Degenne) : Super modèle
- J. K. Simmons (VF : Bernard-Pierre Donnadieu) : Souvenir Hawker
- Isaac Mizrahi (VF : Bernard Gabay) : Bruce Bishop
- Ève Salvail : une fan de Bruce Bishop
- Anthony Mason : lui-même (un joueur professionnel de basket-ball)
- Dayle Haddon : un patient de la salle d'attente du Dr Lupus
- Kate Burton : Cheryl, une amie de Robin Simon
- Debra Messing : une reporter de télévision
- Gerry Becker : Jay Tepper
- Jeffrey Wright (VF : Damien Boisseau) : Greg
- Greg Mottola (VF : Arnaud Arbessier) : un réalisateur
- Allison Janney : Evelyn Isaacs
- Gretchen Mol : Vicky
- Adrian Grenier : l'ami de Darrow
- Dylan Baker (VF : Jean-Pierre Michaël) : le prêtre catholique de la maison de retraite
- Douglas McGrath (VF : Pierre Laurent) : Bill Gaines
- Becky Ann Baker (VF : Michèle Bardollet) : Doris
- Carmen Dell'Orefice : Pinky Virdon
- Celia Weston : Dee Bartholomew
- Aida Turturro : Olga
- Lorri Bagley : Gina
- Donald Trump : lui-même (milliardaire américain)
- Ingrid Rogers : actrice off à Broadway